# مارك فرناندو
مارك فرناندو هو قاضي سريلانكي، ولد في 27 فبراير 1941، وتوفي في 20 يناير 2009.